# Cephalodiscus australiensis
Cephalodiscus australiensis är en djurart som tillhör fylumet svalgsträngsdjur, och som beskrevs av author unknown. Cephalodiscus australiensis ingår i släktet Cephalodiscus och familjen Cephalodiscidae. Inga underarter finns listade i Catalogue of Life.